# واسكاران
هوسكران(Huascarán) هو جبل ضمن سلسلة كاردييرا بلانكا(السلسلة البيضاء) في وسط البيرو. تبلغ طول قمته الجنوبية 6,768م أعلى من سطح البحر إذ يعتبر الجبل الأطول في البيرو والجبل الرابع في الطول في قارة أمريكا الجنوبية. سُمّي الجبل بهذا الاسم نسبة إلى حاكم الإنكا بين السنوات 1532-1527, وهذا الاسم أيضا تحمله الحديقة القومية الواقعة في تخوم الجبل.

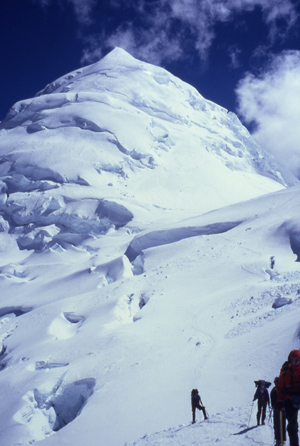
هوسكاران مغطى بالثلج

من أوائل متسلقي قمة الجبل هم البعثة الألمانية النمساوية عام 1932 وقبل هذا التاريخ استطاعت بعثة متسلقين أمريكية عام 1908 تسلق القمة الشمالية التي هي أقل ارتفاعا من القمة الجنوبية.
في تاريخ 31 مايو 1970 ضربت هزة أرضية المنطقة مما أدى إلى انفصال كتلة هائلة من الثلوج والصخور من القسم الشمالي للجبل. انجرفت هذه الكتلة نحو سفح الجبل بسرعة عالية بلغت 160 كم/س وطمرت مدن يونقاي ورنرنيكا بسكانها. أكثر من عشرين ألف شخص قُتلوا في هذا الحادث ولم ينجو من هذه المدن غير 400 شخص.